# Řád Máxima Gómeze
Řád Máxima Gómeze (španělsky: Orden Máximo Gómez) je vojenské státní vyznamenání Kubánské republiky. Řád byl založen roku 1979 a udílen je příslušníkům kubánských ozbrojených sil a příslušníkům ozbrojených sil spřátelených zemí.

## Historie a pravidla udílení
Řád byl založen dekretem č. 30 ze dne 10. prosince 1979. Pojmenován byl po kubánském generálu a vrchním veliteli kubánské armády Máximu Gómezovi. Udílen je příslušníkům Revolučních ozbrojených sil v činné službě, v záloze i ve výslužbě, stejně jako civilistům. Udílen je za mimořádné zásluhy o obranu vlasti, za vynikající osobní nasazení během velkých vojenských operací či za brilantní vojenské velení během osvobozenecké války. Ve výjimečných případech může být udělen i vojákům ze spřátelených zemí. Může být udělen i posmrtně.

## Třídy
Řád je udílen ve dvou třídách:
- I. třída
- II. třída

## Insignie
Řádový odznak má tvar vypouklé stříbrné osmicípé hvězdy s jednotlivými cípy složenými z různě dlouhých paprsků. Uprostřed je kulatý medailon lemovaný zlatým vavřínovo-dubovým věncem. Uprostřed medailonu je portrét Máxima Gómeze. Vnější okraj je lemován světle modře smaltovaným kruhem. V jeho horní části je nápis MAXIMO GOMEZ a ve spodní části jsou dvě zkřížené šavle. Na zadní straně je kulatý medailon bez smaltu se státním znakem Kuby a nápisem REPUBLICA DE CUBA • CONSEJO DE ESTADO.
Stuha z hedvábného moaré se skládá ze stejně širokých pruhů zprava v barvě modré, bílé, červené, žluté, červené, žluté a červené.